# بانك (محطة مترو أنفاق لندن)
بانك (بالإنجليزية: Bank)‏ هي إحدى محطات مترو أنفاق لندن. تقع على خط واترلو وسيتي ونورذيرن وسينترال وقطار دوكلاندز الخفيف (فرع بانك) أفتتحت في المنطقة (Zone) رقم 1 أفتتحت في 8 أغسطس 1898,29 يوليو 1991. 